# 冯国勤
冯国勤（1948年9月—），男，汉族，上海人，中华人民共和国政治人物。中央党校在职大学学历，中学一级教师，经济师。第十一届全国政协委员。曾任上海市政协主席。

## 生平
1969年12月参加工作。1972年9月加入中国共产党。历任上海市高行中学党支部书记，中共奉贤县委副书记、书记，嘉定县委书记，中共上海市委副秘书长兼嘉定县委书记，市委副秘书长兼市政府副秘书长，市政府秘书长兼办公厅主任、市级机关工作党委书记。1996年10月起，任上海市副市长。2002年5月，任中共上海市委常委、上海市副市长。2005年7月任上海市常务副市长。2008年1月当选上海市政协主席。2008年，当选第十一届全国政协委员，代表中国共产党，分入第二组。